# Magnar Solberg
Magnar Solberg (n. 4 februarie 1937, Soknedal, Sør-Trøndelag, Norvegia) este un biatlonist ce a reprezentat Norvegia, medaliat olimpic. A participat la 2 ediții ale Jocurilor Olimpice (1968, 1972) în care a câștigat două medalii de aur și o medalie de argint.